# یواس‌اس لویس‌ویل (۱۸۶۱)
یواس‌اس لویس‌ویل (۱۸۶۱) (به انگلیسی: USS Louisville (1861)) یک کشتی بود که طول آن ۱۷۵ فوت (۵۳ متر) بود. این کشتی در سال ۱۸۶۱ ساخته شد.